# Bình Hòa Trung
Bình Hòa Trung là một xã thuộc huyện Mộc Hóa, tỉnh Long An, Việt Nam.

## Địa lý
Xã Bình Hòa Trung có diện tích 36,57 km², dân số năm 1999 là 3.863 người, mật độ dân số đạt 106 người/km².

## Hành chính
Xã Bình Hòa Trung được chia thành 4 ấp: Bình Đông, Bình Nam, Bình Trung, Hương Trang.

## Lịch sử
Ngày 18 tháng 7 năm 2019, HĐND tỉnh Long An ban hành Nghị quyết số 43/NQ-HĐND về việc thành lập ấp Bình Trung trên cơ sở ấp Bình Trung 1 và ấp Bình Trung 2.